# 켄워스 T600
켄워스 T600(영어: Kenworth T600)는 미국의 켄워스 사가 생산하는 대형 트럭이다. 1985년부터 2007년까지 생산된 트럭으로 켄워스 T660이 출시되면서 단종이 되었다.